# Padogobius nigricans
Padogobius nigricans es una especie de peces de la familia de los Gobiidae en el orden de los Perciformes.

## Morfología
- Los machos pueden llegar a alcanzar los 12,5 cm de longitud total y las  hembras 7.
- Número de  vértebras: 29-30.[2][3]

## Reproducción
Tiene lugar en mayo y junio 

## Alimentación
Come invertebrados. 

## Hábitat
Es un pez de agua dulce, de clima templado y demersal.

## Distribución geográfica
Se encuentra en Europa: ríos de la Italia occidental central (Arno,  Tíber, Ombrone y Serchio).

## Observaciones
Es inofensivo para los humanos. 